# Mariana Câmpeanu
Mariana Câmpeanu (ur. 1 maja 1948 w Balaci) – rumuńska ekonomistka, statystyk, urzędniczka i polityk, posłanka i senator, minister pracy (2008, 2012–2014).

## Życiorys
W 1971 ukończyła ekonomię obliczeniową i cybernetykę na Akademii Studiów Ekonomicznych w Bukareszcie. W 1989 została na tej uczelni absolwentką studiów podyplomowych z analizy współczynników ekonomicznych w przemyśle. Kształciła się w późniejszych latach na kursach z zarządzania w Institutul Național de Administrație (INA). Od 1971 pracowała w organach administracji zajmujących się statystyką, początkowo w oddziale w okręgu Ilfov, a od 1973 w urzędzie centralnym. W latach 1984–1998 pełniła funkcję szefa służby krajowej komisji statystycznej (CSN).
W 1997 wstąpiła do Partii Narodowo-Liberalnej. W latach 1998–2001 była dyrektorem generalnym dyrekcji do spraw pracy i ochrony socjalnej w okręgu Ilfov. Następnie do 2007 zarządzała okręgową kasą emerytalną. W latach 2007–2008 była prezesem krajowej kary emerytalnej (w randze sekretarza stanu).
Od września do grudnia 2008 pełniła funkcję ministra pracy, rodziny i równych szans w drugim rządzie Călina Popescu-Tăriceanu. W 2010 objęła mandat posłanki do Izby Deputowanych, zastępując zmarłego deputowanego Ioana Timișa. Wykonywała go do 2012, w następnej kadencji parlamentu (2012–2016) zasiadała w Senacie. W maju 2012 dołączyła do pierwszego rządu Victora Ponty, obejmując w nim urząd ministra pracy, rodziny i ochrony socjalnej. W grudniu tego samego roku w drugim gabinecie tegoż premiera przeszła na funkcję ministra pracy, rodziny, ochrony socjalnej i osób starszych, którą pełniła do 2014.